# Sigara Gara
Sigara Gara is een bestuurslaag in het regentschap Deli Serdang van de provincie Noord-Sumatra, Indonesië. Sigara Gara telt 10.756 inwoners (volkstelling 2010).